# The Boys in the Band (2020)
The Boys in the Band is een Amerikaanse dramafilm uit 2020 onder regie van Joe Mantello, gebaseerd op het gelijknamige toneelstuk van Mart Crowley. Hoofdrollen worden gespeeld door Jim Parsons, Zachary Quinto, Matt Bomer, Andrew Rannells, Charlie Carver, Robin de Jesús, Brian Hutchison, Michael Benjamin Washington en Tuc Watkins. 

## Verhaal
Het is 1968, Upper East Side in het Amerikaanse Manhattan. Michael bereidt het verjaardagsfeest voor van Harold. Michael krijgt telefoon van Donald die eerder zal arriveren omdat zijn sessie bij de psychiater werd geannuleerd. Michael heeft ook zijn oude universiteitsvriend Alan uitgenodigd. Alan had Michael eerder gebeld omdat hij hem dringend wil spreken. Michael vraagt de andere genodigden om te verzwijgen dat ze allen homoseksueel zijn omdat Alan dat niet weet. 
Naarmate de avond vordert, arriveren Emory, Michael, het koppel Hank en Larry wiens relatie in een dieptepunt zit en Bernard. Alan belt Michael op om hun afspraak te verzetten naar de volgende dag. Desondanks daagt hij toch op op het ogenblik de groep een nogal "vrouwelijke dans" doet op het nummer Heat Wave van Martha & The Vandellas. Niet wetende dat alle aanwezigen homoseksueel zijn, gaat hij een gesprek aan met Hank en vermijdt hij de nogal nichterige Emory. 
Cowboy - een prostitué - komt eerder dan gepland en aanziet Michael voor Harold en kust hem op de mond. Alan is gedegouteerd en wil vertrekken. Emory denkt dat Alan een niet-geoute homoseksueel is waarop een gevecht ontstaat tussen de twee. Uiteindelijk arriveert Harold - veel te laat - en hij is duidelijk onder invloed van marihuana. 
Michael stelt voor om een spel te spelen: iedereen moet "de persoon van wie hij echt houdt" opbellen. Daarbij hoort een puntentelling die stijgt naarmate het gesprek vordert. Bernard belt naar de werkgever van zijn moeder om diens zoon te spreken met wie hij in zijn jeugdjaren meermaals gemeenschap had. Echter neemt zijn moeder op en haar zoon is niet thuis. Hij krijgt twee punten. Emory belt naar een tandarts op wie hij ooit een oogje had, maar ook dit gesprek is snel afgelopen waardoor hij drie punten verdient. Hank belt naar zijn eigen huis en laat op het antwoordapparaat een bericht voor Larry waardoor hij 7 punten verdient. Het is op dit ogenblik dat bekend geraakt dat Larry en Donald ooit gemeenschap hadden. Larry gebruikt de telefoon in de keuken om te bellen naar het toestel in de living. Hij heeft een liefdesverklaring voor Hank wat hem 10 punten oplevert.
Alan had tijdens zijn studententijd een hechte relatie met Justin. Michael forceert Alan om Justin te bellen. Alan doet dit, maar uiteindelijk blijkt hij te hebben gebeld naar zijn vrouw Fran.